# Djedefher
Djedefher o Hordjedef va ser un príncep egipci de la IV Dinastia. Era fill del faraó Khufu i el seu nom significa "Sostenible com Horus". És probable que hagués estat també faraó.

## Biografia
| H | Hr · r | Dd | f |

| H | Hr · r | Dd | f |

Djedefher era fill del faraó Khufu i germanastre dels faraons Djedefre i Khefren. Es probable que la seva mare fos la reina Meritites I ja que apareix mencionada a la tomba G 7220 que pertany a Djedefher.
Apareix esmentat en una inscripció a Wadi Hammamat; el seu nom apareix en un cartutx, escrit després dels noms de Khufu, Djedefre i Khefren, i precedint el nom d'un altre dels seus germans, Baufra. No hi ha proves que ni Djedefher ni Baufra governessin com a faraó, tot i que només els noms dels faraons tenien el dret d'escriure's en cartutxos durant la IV dinastia.
Se li atribueix les Instruccions d'Hordyedef, un document del qual només en queden fragments. Djedefher sembla que va ser divinitzat després de la seva mort. El text de saviesa de Djedefhor va ser escrit com a consell al seu fill, el príncep Auibra.

## Enterrament
Encara era viu durant el regnat de Menkaure, el net de Khufu. Per tant, deuria haver estat enterrat cap al final de la IV Dinastia. Djedefher va ser enterrat a la mastaba G 7210-7220 del camp occidental de la necròpolis de Guiza. El seu sarcòfag es troba avui al Museu Egipci del Caire.

## Títols
Djedefher tenia aquests títols conegutsː
| Title                    | Translation                                 | Índex Jones |
| ------------------------ | ------------------------------------------- | ----------- |
| imy-rȝ kȝt nbt (nt) nzwt | supervisor de totes les obres del rei       | 950         |
| imy iz                   | conseller d'Iz - conseller                  | 247         |
| ˁḏ-mr wḥˁw (ȝpdw)        | supervisor de pescadors / caçadors d'ocells | 1323        |
| mniw nḫn                 | protector / tutor de Hierakonpolis          | 1597        |
| ḥȝty-ˁ                   | comptador                                   | 1858        |
| zȝ nswt n ẖt.f           | fill del Rei del seu cos                    | 2912        |
| smr wˁty                 | únic company                                | 3268        |

NOTAː Traducció i índexs de Dilwyn Jones.

## Aparició a la ficció egípcia antiga
És un dels personatges principals d’una història inclosa al Papir Westcar. En el text d’aquest papir, Djedefher s'esmenta com aquell que va portar l'endeví i mag anomenat Djedi a la cort de Khufu. Aquest Djedi es va inspirar en l'autèntic príncep Djedi, que era fill del príncep Rahotep i nebot de Khufu.